# 클레어 크레이머
클레어 크레이머(Clare Kramer, 1974년 9월 3일 ~ )는 미국의 배우이다.

## 출연 작품
- 더 그리들 하우스 (2018)
- 더 로스트 트리 (2016)
- 테일즈 오브 할로윈 (2015)
- 더 그림 슬리퍼 (2014)
- 메가 스파이더 (2013)
- 더 데드 원스 (2011)
- 하드 러브 (2011)
- 인듀어 (2010)
- 스트리트 오브 파이어 2 - 로드 투 헬 (2008)
- 더 서스트 (2006)
- 그레이브댄서 (2005)
- 더 스케어 홀 (2004)
- LA DJ (2004)
- D.E.B.S. (2003)
- 스컬스 3 (2003)
- 맬로리 이펙트 (2002)
- 뒤로 가는 연인들 (2002)
- 브링 잇 온 (2000)
- 머니 킹 (1998)
- 뱀파이어 해결사 (1997)